# Ostrog (tvrđava pod Viterom)
Ostrog ili Ostrok (na staroslavenskom značenja opkop, tabor, tvrđava, utvrda), neretvanska utvrda iz 10. stoljeća. Ostatci su joj vidljivi i danas. Nalaze se na na gori Viteru ponad Zaostroga. Bila je jedna od četiriju gradova-tvrđi tadašnje Paganije. Sredinom 10. st. spominje ga bizantinski car Konstantin Porfirogenet kao sastavni grad pokrajine Paganije. Staroneretvanski grad podignut je na mjestu koje ima tradiciju ljudskog naseljavanja. Pronađeni su ostatci iz mlađeg kamenog doba, ilirske nekropole te antički spomenici. Hrvatski folklorist Stipe Banović (1884. – 1961.) 1940. godine protumačio je postanak naziva za mjesto Zaostrog, povezavši ga s ovom utvrdom. Banović je utvrdio ubikaciju u maloj uvalici ispod gore Vitera (770 m), koju narod i danas zove Ostrog. Sjeverozapadno od srednjovjekovna utvrđena grada, a podno brda Šapašnika (slična kapi!) podignuto je novo naselje, koje još prije 1500. godine nosi ime Zaostroga. Mještani su se poslije preselili niže uz obalu, a novo naselje ponijelo je ime starog naselja Zaostroga, premda bi taj novi Zaostrog zemljopisno ispravno bilo nazvati Pod-Zaostrog ili Podostrog.